# Ablaijan Zhusipov
Ablaijan Zhusipov –en kazajo, Абылайхан Жүсіпов; en ruso, Аблайхан Жусупов, Ablaijan Zhusupov– (Abay, 10 de enero de 1997) es un deportista kazajo que compite en boxeo.
Ganó tres medallas de bronce en el Campeonato Mundial de Boxeo Aficionado, entre los años 2017 y 2021, ambas en el peso wélter.

## Palmarés internacional
| Campeonato Mundial | Campeonato Mundial    | Campeonato Mundial | Campeonato Mundial |
| Año                | Lugar                 | Medalla            | Categoría          |
| ------------------ | --------------------- | ------------------ | ------------------ |
| 2017               | Hamburgo (Alemania)   | Medalla de bronce  | 69 kg              |
| 2019               | Ekaterimburgo (Rusia) | Medalla de bronce  | 69 kg              |
| 2021               | Belgrado (Serbia)     | Medalla de bronce  | 67 kg              |